# Mneme
Mneme (gr. Μνήμη Mnḗmē, łac. Mneme – 'pamięć') – w mitologii greckiej jedna z trzech oryginalnych (beocjańskich) muz, córek Mnemosyne. Siostra Aoede i Melete. Muza pamięci. Czczone były na Helikonie.